# Agustín Magaldi
Agustín Magaldi Coviello (* 1. Dezember 1898 in Casilda; † 8. September 1938) war ein argentinischer Tangosänger und -komponist, der als La voz sentimental de Buenos Aires („Die sentimentale Stimme von Buenos Aires“) bekannt wurde.

## Karriere
Magaldi trat Anfang der 1920er Jahre in Duos mit Freunden wie Héctor Palacios und Nicolás Rossi auf. 1923 kam er als Folk- und Tangosänger nach Buenos Aires. 1924 wurde er als Duopartner von Rosita Quiroga beim Label Victor engagiert, wo einige Aufnahmen entstanden. Bereits im Folgejahr bildete er ein neues Duo mit Pedro Noda. Begleitet von den Gitarrenduos Enrique Maciel und José María Aguilar (1925), Genaro Veiga und Rosendo Pesoa (1926), Rosendo Pesoa und Rafael Iriarte (1927) und Diego Centeno und Ángel Domingo Riverol (1929) nahmen sie beim Label Victor weitere Titel auf und traten in den wichtigsten Theatern und Kinos in Buenos Aires und den Provinzen Argentiniens sowie in Uruguay auf.
1929 wechselten Magaldi und Noda, nunmehr mit dem Gitarristenduo Diego Centeno und Juan Epumer, zum Label Brunswick. Dort arbeitete Magaldi auch als Refrainsänger (estribillista) u. a. für das Orqesta Donato-Zerrillo, das Orquesta Típica Brunswick und die Orchester Ricardo Brignolos und Osvaldo Fresedos. 1933 kehrte das Duo zu Victor zurück und unternahm eine Tournee durch Chile. 1935 sang das Duo in Arturo S. Moms Film Monte Criollo den Tango Mi sanjuanina.
Ende 1935 trennte sich das Duo, und Magaldi begann eine Laufbahn als Solist, während Noda ein neues Duo mit Carlos Dante gründete. Mit Titeln wie Nieve und Libertad wurde Magaldi einer der populärsten Sänger von Radio Belgrano. Herausragend waren auch seine Interpretationen von Titeln wie La muchacha del circo, Dios te salve m'hijo, Acquaforte, Berretín und Consejo de oro. Der Bruder Magaldis war der Tangodichter Emilio Magaldi.